# Inside Daisy Clover
Inside Daisy Clover (Brasil: À Procura do Destino / Portugal: O Estranho Mundo de Daisy Clover) é um filme norte-americano de 1965, do gênero drama, dirigido por Robert Mulligan  e estrelado por Natalie Wood e Christopher Plummer.

## Notas sobre a produção

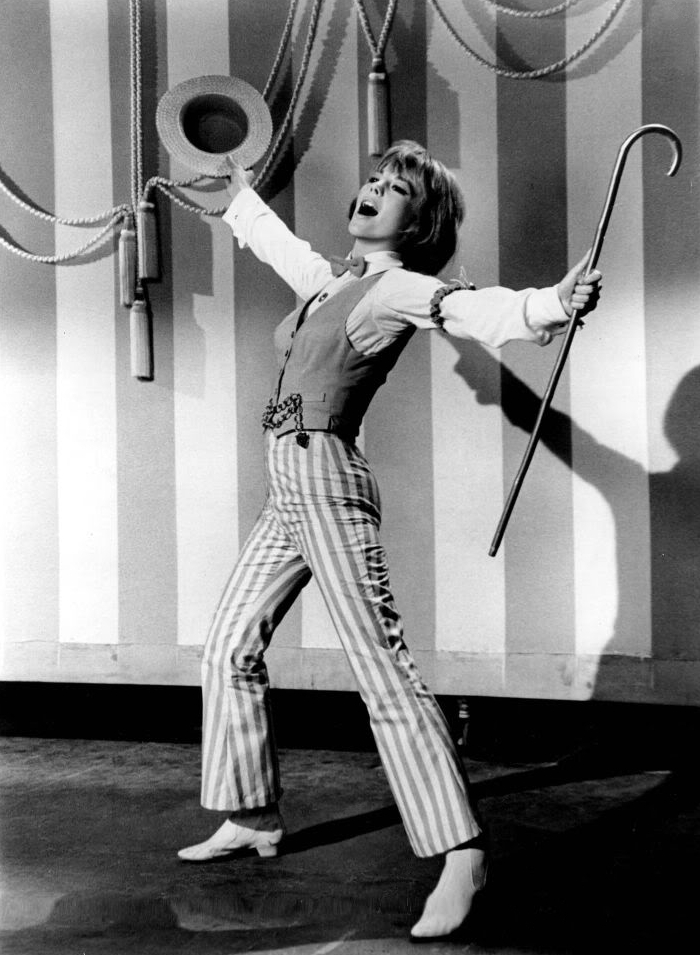
Foto de divulgação, com Natalie Wood como Daisy Clover

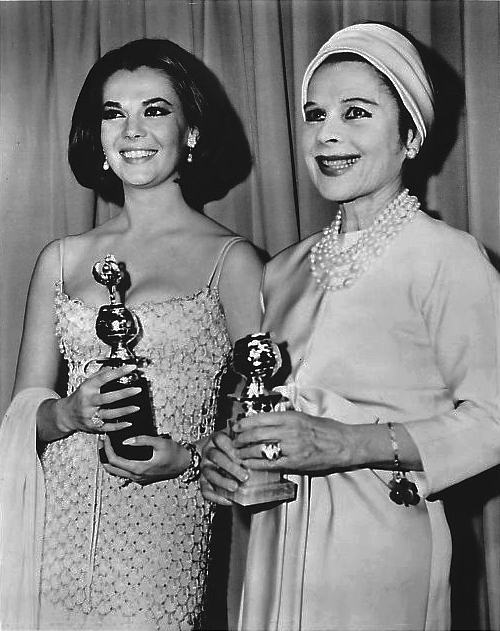
Natalie Wood e Ruth Gordon na cerimônia de entrega dos Globos de Ouro referentes a 1965. Natalie recebeu o Henrietta Award, e Ruth, o de Melhor Atriz Coadjuvante. O Henrietta Award é um prêmio que deixou de existir a partir de 1980.